# Konrad Spindler
Konrad Spindler (* 20. Juni 1939 in Leipzig; † 17. April 2005 in Innsbruck) war ein deutscher Prähistoriker, bekannt auch als Erforscher der Ötzi-Mumie.

## Leben
Spindler wuchs in der Nähe von Hannover auf. Er studierte an der Universität Freiburg Archäologie, Anthropologie und Medizin (Promotion 1970). Als Stadtarchäologe von Villingen im Schwarzwald leitete er von 1970 bis 1973 die Ausgrabungen am Magdalenenberg, einem hallstattzeitlichen Grabhügel. Von 1974 bis 1977 hatte er die Hochschulassistenz am Lehrstuhl für Vor- und Frühgeschichte der Universität Regensburg inne (Habilitation 1977). Von 1977 bis 1988 arbeitete Spindler als Wissenschaftlicher Rat an der Universität Erlangen-Nürnberg. 1988 wechselte er an die Universität Innsbruck, wo er den Posten des Ordinarius am Institut für Ur- und Frühgeschichte sowie Mittelalter- und Neuzeitarchäologie übernahm. Er war Leiter des Lehrstuhls für mittelalterliche und neuzeitliche Archäologie.
Einem breiteren Publikum bekannt wurde Spindler nach dem September 1991, als die Gletschermumie „Ötzi“ in Südtirol gefunden wurde. Er war der Erste, der die Gletscherleiche annähernd richtig datierte und einordnete. Spindler leitete bis 1998 die archäologischen und archäologisch-naturwissenschaftlichen Untersuchungen der Mumie, danach wurde sie nach Bozen in das neue Südtiroler Archäologiemuseum überführt.
Spindler starb in Innsbruck nach langem Leiden an Amyotropher Lateralsklerose. Knapp acht Wochen zuvor hatte er noch – bereits im Rollstuhl – auf einer internationalen Fachtagung zur „Himmelsscheibe von Nebra“ in Halle (Saale) referiert. Er veröffentlichte 35 Monographien und mehr als 150 wissenschaftliche Aufsätze zu archäologischen Themen von der Steinzeit bis zur Neuzeit.
Er war ein Enkel des Malers Erwin Spindler (1860–1926) und Urenkel des Komponisten Fritz Spindler (1816–1905).

## Schriften (Auswahl)
- mit Gretel Gallay, Leonel Trindade, Octávio da Veiga Ferreira: O Monumento pré-hiostórico de Pai Mogo (Lourinhã). Associação dos Arqueólogos Portuguêses, Lisboa 1973.
- Der Magdalenenberg bei Villingen – Ein Fürstengrabhügel des 7. vorchristlichen Jahrhunderts. Mit Beiträgen von André Billamboz und Gabriele Weber-Jenisch (= Führer zu archäologischen Denkmälern in Baden-Württemberg. Band 5). 1976; 2. Auflage. Theiss, Stuttgart 1998, ISBN 3-8062-1381-X.
- Die frühen Kelten. Reclam, Stuttgart 1983; 3. Auflage ebenda 1996, ISBN 3-15-010369-X.
- Der Mann im Eis. 1993; zuletzt Goldmann, München 2000, ISBN 3-442-12596-0.
- als Herausgeber: Bunzlauer Keramik. Die Feinsteinzeugfabrik Julius Paul & Sohn in Bunzlau (1893–1945). Nearchos 8–10, Innsbruck 2002, ISBN 3-89790-168-4.
- mit Markus Egg: Kleidung und Ausrüstung der Gletschermumie aus den Ötztaler Alpen (Monographien des Römisch-Germanischen Zentralmuseums Mainz, Band 77). Verlag Schnell + Steiner, Regensburg 2008, ISBN 978-3-7954-2141-0.